# Имир

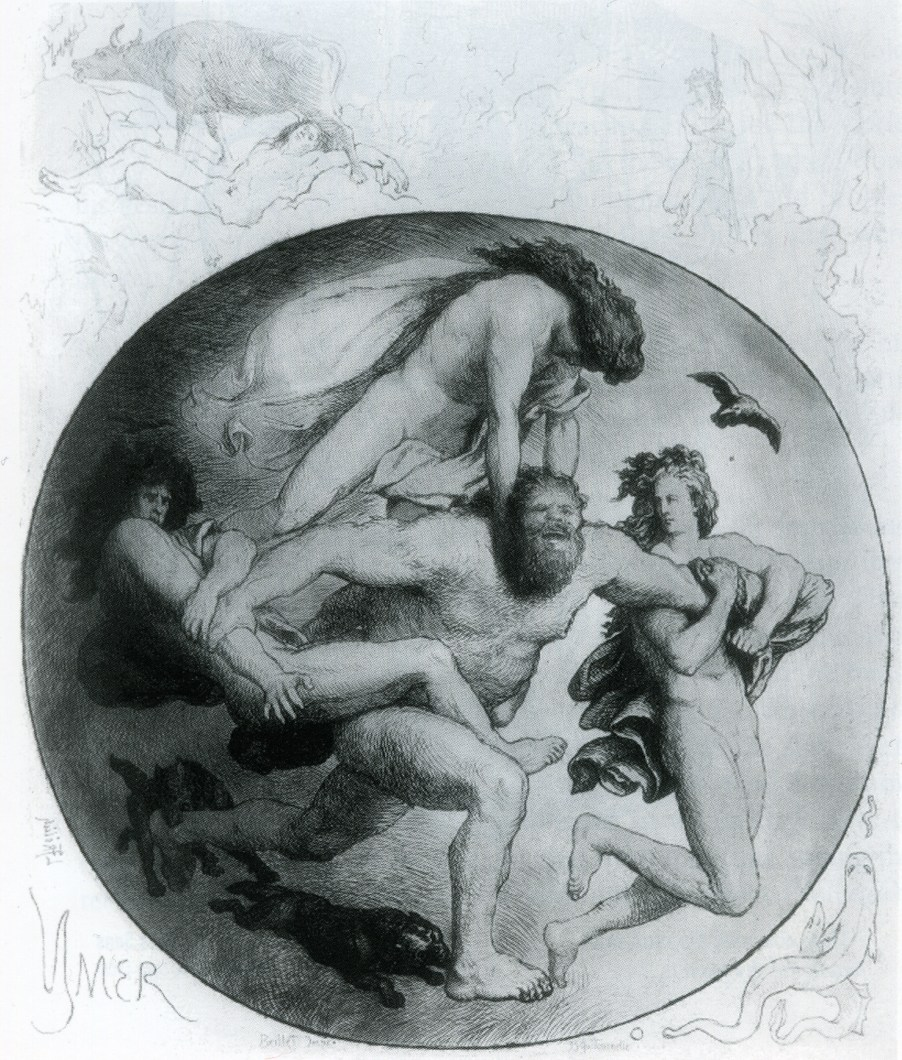
Убийство Имира

И́мир, Бримир или Аургельмир (др.-сканд. Ymir, Aurgelmir) — в германо-скандинавской мифологии первое живое существо, инеистый великан, из которого был создан мир 
Он произошёл изо льда Эливагара, в котором теплота зародила жизнь. Он рос, питаясь молоком коровы Аудумлы. Под левой рукой его выросли мужчина и женщина, а от его ног родился шестиголовый великан Трудгельмир (прародитель рода великанов-ётунов — Гримтурсенов). Был убит потомками бога Бури — Одином, Вили и Ве. Убив, они сотворили из него мир: из мяса — сушу, из крови — воды, из костей — горы, из зубов — скалы, из волос — лес, из мозга — облака, из черепа — небесный свод. Каждый из четырёх углов небесного свода новые боги свернули в форме рога и в каждый рог посадили по карлику: в северный — Нордри, в южный — Судри, в западный — Вестри и в восточный — Аустри.
Из ран Имира вытекло столько крови, что в ней утонули все великаны. Спасся лишь на ковчеге с детьми и женой великан Бергельмир («Ревущий как медведь»), сын Трудгельмира и внук Имира. От него-то и его безымянной жены и произошло новое племя «инеистых великанов» (ётунов, йотунов).
В северной мифологии убийство Имира — первое убийство, которое произошло в Ойкумене. С одной стороны — это злодеяние коварных братьев-асов, с другой стороны — первый шаг к прогрессу — созданию мира.
В скандинавской мифологии нередко упоминаются случаи, когда тролли и ётуны со временем превращались в скалы, горы, холмы, становясь частью природного ландшафта. Истоки таких представлений, несомненно, лежат в мифе о создании из тела убитого Имира зримого, осязаемого мира.
Легенды о Имире родственны греческим орфическим легендам о происхождении мира из тела Диониса и индуистским мифам о происхождении мира из тела Пуруши (Риг-веда). Некоторые исследователи считают, что имя Имир родственно индуистскому Яме — первому умершему существу, правящему подземным миром и судящему души умерших.